# Kakost kantabrijský
Kakost kantabrijský (Geranium × cantabrigiense) je vytrvalá bylina z čeledi kakostovité (Geraniaceae). Dorůstá výšky 20 až 30 cm. Kvete od května do července. Kakost kantabrijský je okrasný zahradní kříženec druhů G. dalmaticum 'Album' a G. macrorrhizum 'Album'.

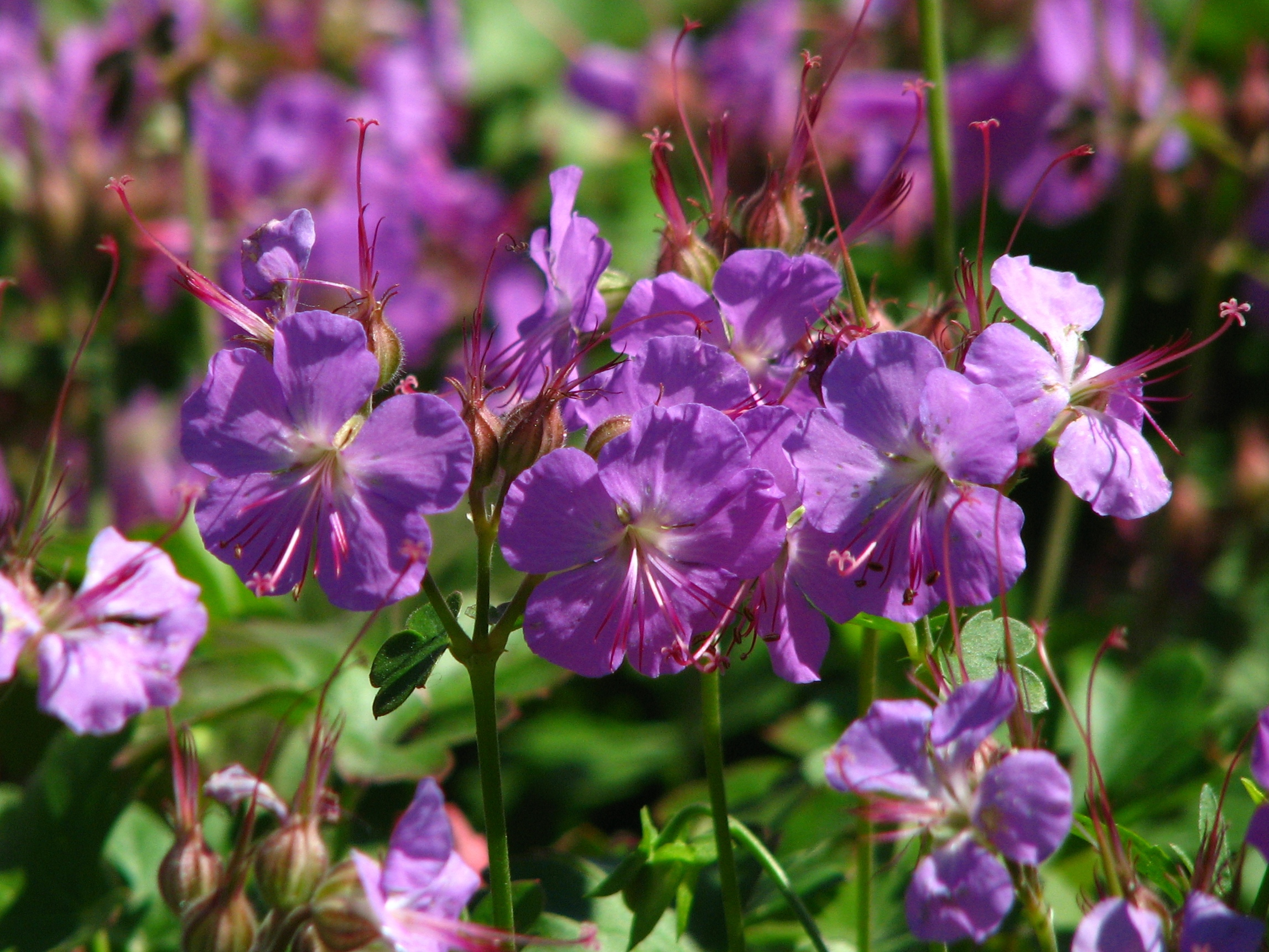
Geranium × cantabrigiense 'Cambridge'

## Kultivary
Jsou pěstovány kultivary:
- 'Biokovo' - bělorůžové květy
- 'Karmina' - dorůstá do 30cm
- 'St. Ola' - bílé květy
- 'Cambridge' - fialkové květy
- 'Westray' - růžové květy

## Pěstování
Preferuje slunečné polohy, ale snese i polostín. Vyžaduje propustné půdy, dobře snese sušší stanoviště. Množí se dělením oddenků.

## Použití
Druh je používán do skalek, záhonů, jako půdopokryvná trvalka a do skupin. Je ceněný pro výrazné barevné květy. Květy voní.